# Кушниково (Андреапольский район)
Кушниково — деревня в Андреапольском районе Тверской области. Входит в Бологовское сельское поселение.

## География
Расположена примерно в 6 верстах к югу от села Бологово на речке Сермяженка.

## История
В конце XIX - начале XX века входила в Холмский уезд Псковской губернии